# Copa América Centenario
La Copa América Centenario è stata la 45ª edizione della Copa América, che si è tenuta negli Stati Uniti nel 2016.
Si è trattato di un'edizione "speciale" della competizione, tenutasi appena un anno dopo la precedente, in occasione del centenario della CONMEBOL e della stessa manifestazione. La finale è stata l'esatta ripetizione della precedente, con il Cile vittorioso sull'Argentina, sempre ai rigori.

## Scelta della sede
Nel febbraio 2012 Alfredo Hawit, presidente della CONCACAF, annunciò che si sarebbe tenuta un'edizione della Coppa America nel 2016, per commemorare il centenario della fondazione della federazione calcistica sudamericana. La competizione fu ufficialmente annunciata il 24 ottobre 2012 dalla CONMEBOL e il 1º maggio 2014 dalla CONCACAF.

## Stadi
Per la competizione sono stati scelti i seguenti 10 stadi:
| Chicago                                | Santa Clara | Filadelfia | Glendale                                       |
| -------------------------------------- | --- | --- | ---------------------------------------------- |
| Soldier Field Capacità: 61 500         | Levi's Stadium Capacità: 71 139 | Lincoln Financial Field Capacità: 68 532 | University of Phoenix Stadium Capacità: 63 400 |
|                                        | | |                                                |
| Orlando, Florida                       | Pasadena Santa Clara Glendale Chicago Foxborough East Rutherford Filadelfia Houston Orlando SeattleCopa América Centenario (Stati Uniti d'America) | Pasadena Santa Clara Glendale Chicago Foxborough East Rutherford Filadelfia Houston Orlando SeattleCopa América Centenario (Stati Uniti d'America) | Houston                                        |
| Camping World Stadium Capacità: 60 219 | Pasadena Santa Clara Glendale Chicago Foxborough East Rutherford Filadelfia Houston Orlando SeattleCopa América Centenario (Stati Uniti d'America) | Pasadena Santa Clara Glendale Chicago Foxborough East Rutherford Filadelfia Houston Orlando SeattleCopa América Centenario (Stati Uniti d'America) | NRG Stadium Capacità: 72 220                   |
|                                        | Pasadena Santa Clara Glendale Chicago Foxborough East Rutherford Filadelfia Houston Orlando SeattleCopa América Centenario (Stati Uniti d'America) | Pasadena Santa Clara Glendale Chicago Foxborough East Rutherford Filadelfia Houston Orlando SeattleCopa América Centenario (Stati Uniti d'America) |                                                |
| East Rutherford                        | Foxborough | Pasadena | Seattle                                        |
| MetLife Stadium Capacità: 82 566       | Gillette Stadium Capacità: 68 756 | Rose Bowl Capacità: 91 136 | CenturyLink Field Capacità: 67 000             |
|                                        | | |                                                |

## Squadre partecipanti
| CONMEBOL (10 squadre)                                                                               | CONCACAF (6 squadre) |
| --------------------------------------------------------------------------------------------------- | --- |
| - Argentina - Bolivia - Brasile - Cile - Colombia - Ecuador - Paraguay - Perù - Uruguay - Venezuela | - Stati Uniti (Nazione ospitante) - Messico (Detentore della CONCACAF Gold Cup 2015) - Costa Rica (Detentore della Coppa centroamericana 2014) - Giamaica (Detentore della Coppa dei Caraibi 2014) - Panama (Vincitore play-off Copa América Centenario) - Haiti (Vincitore play-off Copa América Centenario) |

### CONCACAF play-off di qualificazione
| Arbitro: | Gantar |

|  |           |             |
|  | Marcatori | 86’ Belfort |

| Arbitro: | Guerrero |

|  |           |                                                 |
|  | Marcatori | 3’ Gómez 17’ (rig.) Tejada 52’ Cooper 89’ Pérez |

## Arbitri
| Nazione     | Arbitri               | Assistenti                  | Assistenti                 |
| ----------- | --------------------- | --------------------------- | -------------------------- |
| Argentina   | Patricio Loustau      | Ezequiel Brailovsky         | Ariel Mariano Scime        |
| Bolivia     | Gery Vargas           | Javier Bustillos            | Juan P. Montaño            |
| Brasile     | Héber Lopes           | Kléber Gil                  | Bruno Boschilia            |
| Brasile     | Wilton Sampaio        | Gustavo Rossi               | Alexander Léon             |
| Cile        | Julio Bascuñán        | Carlos Astroza              | Christian Schiemann        |
| Colombia    | Wilson Lamouroux      | Alexander Guzmán            | Corey Parker               |
| Colombia    | Wilmar Roldán         | Alexander Guzmán            | Wilmar Navarro             |
| Costa Rica  | Ricardo Montero       | Octavio Jara                | Juan Mora                  |
| Cuba        | Yadel Martínez        | Hiran Dopico                | Cristian Ramírez           |
| Ecuador     | Roddy Zambrano        | Luis Vera                   | Byron Romero               |
| El Salvador | Joel Aguilar          | Juan Zumba                  | William Torres             |
| Messico     | Roberto García Orozco | José Luis Camargo           | Alberto Morín              |
| Panama      | Jhon Pitti            | Gabriel Victoria            | Cristian Ramírez           |
| Paraguay    | Enrique Cáceres       | Eduardo Cardozo             | Milciades Saldívar         |
| Perù        | Víctor Carrillo       | Jorge Luis Yupanqui Namuche | Coty Carrera               |
| Stati Uniti | Mark Geiger           | Charles Morgante            | Joe Fletcher               |
| Stati Uniti | Jair Marrufo          | Peter Manikowski            | Corey Rockwell             |
| Uruguay     | Andrés Cunha          | Nicolás Taran               | Richard Trinidad           |
| Uruguay     | Daniel Fedorczuk      | Nicolás Taran               | Richard Trinidad           |
| Venezuela   | José Argote           | Luis Murillo                | Luis Alfonso Sánchez Pérez |

## Fase a gironi
Si qualificano alla fase a eliminazione diretta le prime 2 squadre classificate di ogni gruppo.
La classifica tiene conto dei seguenti parametri:
1. Punti ottenuti in ogni girone
2. Differenza reti generale di ogni girone
3. Maggior numero di reti fatte in ogni girone
4. Punti ottenuti negli scontri diretti
5. Differenza reti generale negli scontri diretti
6. Maggior numero di reti fatte negli scontri diretti
7. Sorteggio

### Gruppo A

#### Classifica
| Pos. | Squadra     | Pt | G | V | N | P | GF | GS | DR |
| ---- | ----------- | -- | - | - | - | - | -- | -- | -- |
| 1.   | Stati Uniti | 6  | 3 | 2 | 0 | 1 | 5  | 2  | +3 |
| 2.   | Colombia    | 6  | 3 | 2 | 0 | 1 | 6  | 4  | +2 |
| 3.   | Costa Rica  | 4  | 3 | 1 | 1 | 1 | 3  | 6  | -3 |
| 4.   | Paraguay    | 1  | 3 | 0 | 1 | 2 | 1  | 3  | -2 |

#### Risultati
| Arbitro: | García Orozco |

|  |           |                                |
|  | Marcatori | 8’ Zapata 42’ (rig.) Rodríguez |

| Orlando 4 giugno 2016, ore 17:00 UTC-4 Incontro 2 | Costa Rica | 0 – 0 referto | Paraguay | Citrus Bowl (14 334 spett.)\| Arbitro: \| Loustau \| |
| Arbitro:                                          | Loustau    |               |          |                                                      |

| Arbitro: | Zambrano |

|                                               |           |  |
| Dempsey 9’ (rig.) Jones 37’ Wood 42’ Zusi 87’ | Marcatori |  |

| Arbitro: | Lopes |

|                         |           |           |
| Bacca 12’ Rodríguez 30’ | Marcatori | 71’ Ayala |

| Arbitro: | Bascuñán |

|             |           |  |
| Dempsey 27’ | Marcatori |  |

| Arbitro: | Argote |

|                     |           |                                        |
| Fabra 7’ Moreno 73’ | Marcatori | 2’ Venegas 34’ (aut.) Fabra 58’ Borges |

### Gruppo B

#### Classifica
| Pos. | Squadra | Pt | G | V | N | P | GF | GS | DR  |
| ---- | ------- | -- | - | - | - | - | -- | -- | --- |
| 1.   | Perù    | 7  | 3 | 2 | 1 | 0 | 4  | 2  | +2  |
| 2.   | Ecuador | 5  | 3 | 1 | 2 | 0 | 6  | 2  | +4  |
| 3.   | Brasile | 4  | 3 | 1 | 1 | 1 | 7  | 2  | +5  |
| 4.   | Haiti   | 0  | 3 | 0 | 0 | 3 | 1  | 12 | -11 |

#### Risultati
| Arbitro: | Pitti |

|  |           |              |
|  | Marcatori | 61’ Guerrero |

| Pasadena 4 giugno 2016, ore 19:00 UTC-8 Incontro 4 | Brasile  | 0 – 0 referto | Ecuador | Rose Bowl (53 158 spett.)\| Arbitro: \| Bascuñán \| |
| Arbitro:                                           | Bascuñán |               |         |                                                     |

| Arbitro: | Geiger |

|                                                                |           |              |
| Coutinho 14’, 29’, 90+2’ Augusto 35’, 86’ Gabriel 59’ Lima 67’ | Marcatori | 70’ Marcelin |

| Arbitro: | Roldán |

|                             |           |                     |
| E. Valencia 39’ Bolaños 48’ | Marcatori | 5’ Cueva 13’ Flores |

| Arbitro: | Vargas |

|                                                     |           |  |
| E. Valencia 11’ Ayoví 20’ Noboa 57’ A. Valencia 78’ | Marcatori |  |

| Arbitro: | Cunha |

|  |           |             |
|  | Marcatori | 75’ Ruidíaz |

### Gruppo C

#### Classifica
| Pos. | Squadra   | Pt | G | V | N | P | GF | GS | DR |
| ---- | --------- | -- | - | - | - | - | -- | -- | -- |
| 1.   | Messico   | 7  | 3 | 2 | 1 | 0 | 6  | 2  | +4 |
| 2.   | Venezuela | 7  | 3 | 2 | 1 | 0 | 3  | 1  | +2 |
| 3.   | Uruguay   | 3  | 3 | 1 | 0 | 2 | 4  | 4  | 0  |
| 4.   | Giamaica  | 0  | 3 | 0 | 0 | 3 | 0  | 6  | -6 |

#### Risultati
| Arbitro: | Carrillo |

|  |           |              |
|  | Marcatori | 15’ Martínez |

| Arbitro: | Cáceres |

|                                                    |           |           |
| Pereira 4’ (aut.) Rafael Márquez 85’ Herrera 90+2’ | Marcatori | 74’ Godín |

| Arbitro: | Loustau |

|  |           |            |
|  | Marcatori | 36’ Rondón |

| Arbitro: | Sampaio |

|                           |           |  |
| Hernández 18’ Peralta 81’ | Marcatori |  |

| Arbitro: | Martínez |

|            |           |               |
| Corona 80’ | Marcatori | 10’ Velázquez |

| Arbitro: | Lamouroux |

|                                            |           |  |
| Hernández 21’ Watson 66’ (aut.) Corujo 88’ | Marcatori |  |

### Gruppo D

#### Classifica
| Pos. | Squadra   | Pt | G | V | N | P | GF | GS | DR |
| ---- | --------- | -- | - | - | - | - | -- | -- | -- |
| 1.   | Argentina | 9  | 3 | 3 | 0 | 0 | 10 | 1  | +9 |
| 2.   | Cile      | 6  | 3 | 2 | 0 | 1 | 7  | 5  | +2 |
| 3.   | Panama    | 3  | 3 | 1 | 0 | 2 | 4  | 10 | -6 |
| 4.   | Bolivia   | 0  | 3 | 0 | 0 | 3 | 2  | 7  | -5 |

#### Risultati
| Arbitro: | Montero |

|                |           |          |
| Pérez 11’, 87’ | Marcatori | 54’ Arce |

| Arbitro: | Fedorczuk |

|                         |           |                  |
| Di María 51’ Banega 59’ | Marcatori | 90+3’ Fuenzalida |

| Arbitro: | Marrufo |

|                          |           |            |
| Vidal 46’, 90+10’ (rig.) | Marcatori | 61’ Campos |

| Arbitro: | Aguilar |

|                                            |           |  |
| Otamendi 7’ Messi 68’, 78’, 87’ Agüero 90’ | Marcatori |  |

| Arbitro: | Zambrano |

|                                  |           |                       |
| Vargas 15’, 43’ Sánchez 50’, 89’ | Marcatori | 5’ Camargo 75’ Arroyo |

| Arbitro: | Carrillo |

|                                   |           |  |
| Lamela 13’ Lavezzi 15’ Cuesta 32’ | Marcatori |  |

### Sintesi dei gironi
| Girone | Prima       | Seconda   | Terza      | Quarta   |
| ------ | ----------- | --------- | ---------- | -------- |
| A      | Stati Uniti | Colombia  | Costa Rica | Paraguay |
| B      | Perù        | Ecuador   | Brasile    | Haiti    |
| C      | Messico     | Venezuela | Uruguay    | Giamaica |
| D      | Argentina   | Cile      | Panama     | Bolivia  |

     Squadra qualificata ai quarti di finale.
     Squadra non qualificata ai quarti di finale.

## Fase a eliminazione diretta
Supererà il turno ad eliminazione diretta la squadra che, al termine dei 90' regolamentari, avrà segnato più gol. In caso di parità si procederà a determinare la vincitrice tramite i tiri di rigore. Solo nella partita finale sono previsti due tempi supplementari da 15' ciascuno, al termine dei quali si procederà con i tiri di rigore in caso di ulteriore parità.

### Tabellone
|  | Quarti di finale                          | Quarti di finale                  |                                           |          | Semifinali                | Semifinali                |  |  | Finale                             | Finale |
|  |                                           |                                   |                                           |          |                           |                           |  |  |                                    |        |
|  | 16 giugno – Seattle – Incontro 25         |                                   |                                           |          |                           |                           |  |  |                                    |        |
|  |                                           |                                   |                                           |          |                           |                           |  |  |                                    |        |
|  | 1A. Stati Uniti                           | 2                                 |                                           |          |                           |                           |  |  |                                    |        |
|  | 1A. Stati Uniti                           | 2                                 | 21 giugno - Houston - Incontro 29         |          |                           |                           |  |  |                                    |        |
|  | 2B. Ecuador                               | 1                                 |                                           |          |                           |                           |  |  |                                    |        |
|  | 2B. Ecuador                               | 1                                 | Stati Uniti                               | 0        |                           |                           |  |  |                                    |        |
|  | 18 giugno - Foxborough - Incontro 27      |                                   | Stati Uniti                               | 0        |                           |                           |  |  |                                    |        |
|  |                                           | Argentina                         | 4                                         |          |                           |                           |  |  |                                    |        |
|  | 1D. Argentina                             | Argentina                         | 4                                         | 4        |                           |                           |  |  |                                    |        |
|  | 1D. Argentina                             |                                   | 26 giugno - East Rutherford - Incontro 32 | 4        |                           |                           |  |  |                                    |        |
|  | 2C. Venezuela                             | 1                                 |                                           |          |                           |                           |  |  |                                    |        |
|  | 2C. Venezuela                             | 1                                 | Argentina                                 | 0 (2)    |                           |                           |  |  |                                    |        |
|  | 17 giugno - East Rutherford - Incontro 26 |                                   | Argentina                                 | 0 (2)    |                           |                           |  |  |                                    |        |
|  |                                           | Cile (dcr)                        | 0 (4)                                     |          |                           |                           |  |  |                                    |        |
|  | 1B. Perù                                  | Cile (dcr)                        | 0 (4)                                     | 0 (2)    |                           |                           |  |  |                                    |        |
|  | 1B. Perù                                  | 22 giugno - Chicago - Incontro 30 |                                           | 0 (2)    |                           |                           |  |  |                                    |        |
|  | 2A. Colombia (dcr)                        | 0 (4)                             |                                           |          |                           |                           |  |  |                                    |        |
|  | 2A. Colombia (dcr)                        | 0 (4)                             | Colombia                                  | 0        | Finale per il terzo posto | Finale per il terzo posto |  |  |                                    |        |
|  | 18 giugno - Santa Clara - Incontro 28     |                                   | Colombia                                  | 0        | Finale per il terzo posto | Finale per il terzo posto |  |  |                                    |        |
|  |                                           | Cile                              | 2                                         |          |                           |                           |  |  |                                    |        |
|  | 1C. Messico                               | Cile                              | 2                                         | 0        | Stati Uniti               | 0                         |  |  |                                    |        |
|  | 1C. Messico                               |                                   |                                           | 0        | Stati Uniti               | 0                         |  |  |                                    |        |
|  | 2D. Cile                                  | 7                                 |                                           | Colombia | 1                         |                           |  |  |                                    |        |
|  | 2D. Cile                                  | 7                                 |                                           |          | 1                         |                           |  |  |                                    |        |
|  |                                           |                                   |                                           |          |                           |                           |  |  | 25 giugno - Glendale - Incontro 31 |        |
|  |                                           |                                   |                                           |          |                           |                           |  |  |                                    |        |

#### Quarti di finale
| Arbitro: | Roldán |

|                        |           |            |
| Dempsey 22’ Zardes 65’ | Marcatori | 74’ Arroyo |

| Arbitro: | Loustau |

|                            |                      |                                 |
| Ruidíaz Tapia Trauco Cueva | Tiri di rigore 2 – 4 | Rodríguez Cuadrado Moreno Pérez |

| Arbitro: | García Orozco |

|                                      |           |            |
| Higuaín 8’, 28’ Messi 60’ Lamela 71’ | Marcatori | 70’ Rondón |

| Arbitro: | Lopes |

|  |           |                                                     |
|  | Marcatori | 16’, 88’ Puch 44’, 52’, 57’, 74’ Vargas 49’ Sánchez |

#### Semifinali
| Arbitro: | Cáceres |

|  |           |                                       |
|  | Marcatori | 3’ Lavezzi 32’ Messi 50’, 86’ Higuaín |

| Arbitro: | Aguilar |

|  |           |                            |
|  | Marcatori | 7’ Aránguiz 11’ Fuenzalida |

#### Finale 3º/4º posto
| Arbitro: | Fedorczuk |

|  |           |           |
|  | Marcatori | 31’ Bacca |

#### Finale
| Arbitro: | Lopes |

|                                |                      |                                          |
| Messi Mascherano Agüero Biglia | Tiri di rigore 2 – 4 | Vidal Castillo Aránguiz Beausejour Silva |

| Argentina | Cile |

| GK              | 1  | Sergio Romero      |     |      |
| RB              | 4  | Gabriel Mercado    |     |      |
| CB              | 17 | Nicolás Otamendi   |     |      |
| CB              | 13 | Ramiro Funes Mori  |     |      |
| LB              | 16 | Marcos Rojo        | 43’ |      |
| CM              | 6  | Lucas Biglia       |     |      |
| DM              | 14 | Javier Mascherano  | 37’ |      |
| CM              | 19 | Éver Banega        |     | 111’ |
| RW              | 10 | Lionel Messi (C)   | 40’ |      |
| CF              | 9  | Gonzalo Higuaín    |     | 70’  |
| LW              | 7  | Ángel Di María     |     | 57’  |
| Sostituzioni:   |    |                    |     |      |
| MF              | 5  | Matías Kranevitter | 94’ | 57’  |
| FW              | 11 | Sergio Agüero      |     | 70’  |
| MF              | 18 | Erik Lamela        |     | 111’ |
| Allenatore:     |    |                    |     |      |
| Gerardo Martino |    |                    |     |      |

| GK                 | 1  | Claudio Bravo (C) |          |      |
| RB                 | 4  | Mauricio Isla     |          |      |
| CB                 | 17 | Gary Medel        |          |      |
| CB                 | 18 | Gonzalo Jara      |          |      |
| LB                 | 15 | Jean Beausejour   | 52’      |      |
| CM                 | 20 | Charles Aránguiz  | 69’      |      |
| DM                 | 21 | Marcelo Díaz      | 16’, 28’ |      |
| CM                 | 8  | Arturo Vidal      | 37’      |      |
| RW                 | 6  | José Fuenzalida   |          | 80’  |
| LW                 | 7  | Alexis Sánchez    |          | 104’ |
| CF                 | 11 | Eduardo Vargas    |          | 109’ |
| Sostituzioni:      |    |                   |          |      |
| FW                 | 22 | Edson Puch        |          | 80’  |
| MF                 | 5  | Francisco Silva   |          | 104’ |
| FW                 | 16 | Nicolás Castillo  |          | 109’ |
| Allenatore:        |    |                   |          |      |
| Juan Antonio Pizzi |    |                   |          |      |

| Assistenti arbitrali: Kléber Lúcio Gil (Brasile) Bruno Boschilia (Brasile) Quarto ufficiale: Roberto García Orozco (Messico) Assistente di riserva: José Luis Camargo (Messico) |

## Statistiche

### Classifica marcatori
6 reti
- Eduardo Vargas

5 reti
- Lionel Messi

4 reti
- Gonzalo Higuaín

3 reti
- Philippe Coutinho
- Alexis Sánchez
- Clint Dempsey

2 reti
- Ezequiel Lavezzi
- Erik Lamela
- Renato Augusto
- José Fuenzalida

- Edson Puch
- Arturo Vidal
- Carlos Bacca
- James Rodríguez

- Enner Valencia
- Blas Pérez
- Salomón Rondón

1 rete
- Sergio Agüero
- Éver Banega
- Víctor Cuesta
- Ángel Di María
- Nicolás Otamendi
- Juan Carlos Arce
- Jhasmani Campos
- Gabriel
- Lucas Lima
- Charles Aránguiz
- Frank Fabra
- Marlos Moreno
- Cristián Zapata
- Celso Borges

- Johan Venegas
- Michael Arroyo
- Jaime Ayoví
- Miller Bolaños
- Christian Noboa
- Antonio Valencia
- James Marcelin
- Jesús Manuel Corona
- Javier Hernández
- Héctor Herrera
- Rafael Márquez
- Oribe Peralta
- Abdiel Arroyo
- Miguel Camargo

- Víctor Ayala
- Christian Cueva
- Édison Flores
- Paolo Guerrero
- Raúl Ruidíaz
- Jermaine Jones
- Bobby Wood
- Gyasi Zardes
- Graham Zusi
- Mathías Corujo
- Diego Godín
- Abel Hernández
- Josef Martínez
- José Manuel Velázquez

Autoreti
- Frank Fabra (pro  Costa Rica)
- Álvaro Pereira (pro  Messico)
- Je-Vaughn Watson (pro  Uruguay)

### Record
- Gol più veloce:  Johan Venegas (Colombia-Costa Rica, fase a gironi, 11 giugno, 2º minuto)
- Gol più lento:  Arturo Vidal (Cile-Bolivia, fase a gironi, 10 giugno, 90+10º minuto)
- Primo gol:  Cristián Zapata (Stati Uniti-Colombia, partita inaugurale, fase a gironi, 3 giugno, 8º minuto)
- Ultimo gol:  Carlos Bacca (Stati Uniti-Colombia, finale 3º posto, 25 giugno, 31º minuto)
- Miglior attacco:  Argentina (18 reti segnate)
- Peggior attacco:  Giamaica (0 reti segnate)
- Miglior difesa:  Argentina e  Perù (2 reti subite)
- Peggior difesa:  Haiti (12 reti subite)
- Miglior differenza reti nella fase a gironi:  Argentina (+9)
- Miglior differenza reti in tutto il torneo:  Argentina (+16)
- Partita con il maggior numero di gol:  Brasile- Haiti 7-1 (fase a gironi, 8 giugno, 8 gol)
- Partita con il maggior scarto di gol:  Messico- Cile 0-7 (quarti di finale, 18 giugno, 7 gol di scarto)
- Partita con il maggior numero di spettatori:  Messico- Giamaica (fase a gironi, 9 giugno, 83 263 spettatori)
- Partita con il minor numero di spettatori:  Ecuador- Perù (fase a gironi, 8 giugno, 11 937 spettatori)
- Media spettatori: 46 370 spettatori per incontro